# 亚斯娜·梅尔丹-科拉尔
亚斯娜·梅尔丹-科拉尔（1956年10月19日—），波斯尼亚和黑塞哥维那、奥地利女子手球运动员。她曾代表南斯拉夫、奥地利参加1980年、1984年和1992年夏季奥林匹克运动会手球比赛，获得一枚金牌和一枚银牌。